# Marianne Wendt

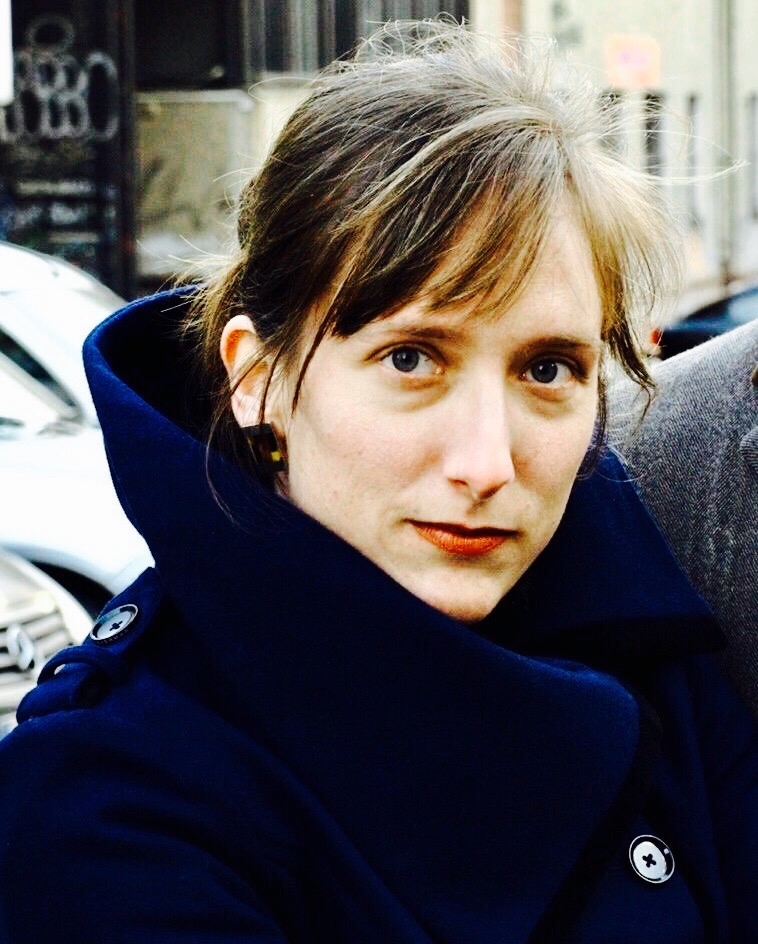
Marianne Wendt (2019)

Marianne Wendt (* 24. Februar 1974, Berlin) ist eine deutsche Autorin, Regisseurin und Showrunner für Film/Fernsehen sowie fürs Radio (Feature und Hörspiel).

## Leben
Wendt studierte Theaterregie am Regie-Institut Hamburg und Architektur an der TU München und der Universität der Künste Berlin.
Von 1999 bis 2001 arbeitete Wendt als Dramaturgin am Deutschen Theater Berlin bei Produktionen von Einar Schleef, Jürgen Gosch, Andreas Kriegenburg und Thomas Langhoff. Anschließend war sie als freie Theaterregisseurin an verschiedenen Stadt- und Staatstheatern tätig. Am Deutschen Theater Berlin, den Bühnen der Stadt Köln oder am Staatstheater Mainz inszenierte sie vor allem zeitgenössische Dramatik, unter anderem Stücke von Mark Becker, Sibylle Berg, Jenny Erpenbeck, George Tabori, George Walker und Igor Bauersima.
2006 absolvierte Wendt den Lehrgang „Fiction Producer TV“ des ISFF Berlin. Im gleichen Jahr gründete sie gemeinsam mit Christian Schiller die Firma SchillerWendt GbR und schreibt seitdem im Duo, in Teams oder im writers' room.
2006/7 war Wendt Stipendiatin der Drehbuchwerkstatt München (HFF München) und entwickelte dort ihr erstes Drehbuch „Hälfte des Lebens“, für das sie den Tankred-Dorst-Preis verliehen bekam.
2013 bis 2018 war Wendt Chefautorin der ZDF-Serie „Letzte Spur Berlin“. Sie arbeitet als Festivalleiterin, Kuratorin und Jurorin und entwickelt multimediale, immersive Rauminstallationen für die Berliner Firma Tamschick Media-Space. Seit 2022 hat sie eine Professur für Drehbuch an der Filmuniversität Babelsberg inne und arbeitet als Dozentin des European Showrunner programme der ifs Köln.
Wendt ist Creator der SWR/Arte-Miniserie „Eden“ (zusammen mit Edward Berger und Nele Mueller-Stöfen), die ihre Premiere 2019 im offiziellen Wettbewerb des Festival Séries Mania feierte und die mit dem Grimme-Preis Spezial 2020 für das „Konzept einer europäischen Erzählung“ sowie mit dem Premio Ondas International TV Award 2019 ausgezeichnet wurde.
Die 1. Staffel der achtteiligen Dramaserie „Neumatt“ (SRF/Zodiac Pictures), bei der Wendt als Creator und Showrunnerin fungiert, wurde im August 2021 in der Reihe „Forum Exclusives“ auf dem Festival Séries Mania gezeigt. Die Uraufführung erfolgte im September 2021 auf dem Zurich Film Festival. Die 2. Staffel feierte ihre Premiere im Januar 2023 auf den 58. Solothurner Filmtagen. Neumatt ist die erste Schweizer Serie, die auf Netflix in 190 Ländern und in 30 Sprachen verfügbar ist. Die dritte Staffel befindet sich momentan in Postproduktion.
Wendt schrieb und betreute die Miniserie „Wer wir sind“ (6 × 45 min, MDR, NDR, Degeto/Viafilm) als writer-producer. Die Dramaserie lief November 2023 in der ARD und wurde auf der Seriesmania 2023 im Rahmen von „Coming next from Germany“ präsentiert. Der Darsteller Florian Geißelmann wurde für die herausragende Darstellung des „Dennis Petzold“ in „Wer wir sind“ für einen Grimme Preis Spezial nominiert.

## Filmografie (Auswahl)
- 2023: Wer wir sind[26], Dramaserie 6x45 min, Creator, Autorin und producer, Regie: Charlotte Rolfes / Viafilm / MDR, NDR, Degeto
- 2021/2022: Neumatt Staffel 2, Dramaserie 8x50 min, Creator[27] und Showrunner[28], Regie: Andrea Štaka / Johannes Christian Koch / Zodiac Pictures / SRF[29]
- 2020/2021: Neumatt Staffel 1, Dramaserie 8x50 min, Creator und Showrunner, Regie: Sabine Boss / Pierre Monnard, Zodiac Pictures / SRF / Netflix[30]
- 2021: Der Irland-Krimi: Vergebung, Drehbuch und Reihenkonzeption, Drehbuch mit Christian Schiller, Regie: Züli Aladağ, Good friends production 2021 / ARD Degeto, Erstausstrahlung: 1. April 2021
- 2021: Der Irland-Krimi: Das Verschwinden, Drehbuch und Reihenkonzeption, Drehbuch mit Christian Schiller, Regie: Züli Aladağ, Good friends production 2021 / ARD Degeto, Erstausstrahlung: 25. März 2021
- 2020: Marie Brand und die Liebe zu viert, Drehbuch mit Christian Schiller, Regie: Judith Kennel, Warner Bros.[31]
- 2019: Friesland: Hand und Fuß, Drehbuch mit Christian Schiller und Magdalena Graziewicz, Regie: Isa Prahl, Warner Bros./ZDF
- 2019: Der Irland-Krimi: Mädchenjäger, Drehbuch und Reihenkonzeption, Drehbuch mit Christian Schiller, Regie: Züli Aladağ, Good friends production 2018 / ARD Degeto, Erstausstrahlung: 31. Oktober 2019
- 2019: Der Irland-Krimi: Die Toten von Glenmore Abbey, Drehbuch und Reihenkonzeption, Drehbuch mit Christian Schiller, Regie: Züli Aladag, Good friends production 2018 / ARD Degeto, Erstausstrahlung: 24. Oktober 2019[32]
- 2019: Eden, Miniserie (6x45 min), Creator mit Edward Berger, Lupa Film / Atlantique productions, SWR/Arte[33], Premiere: Wettbewerb Series Mania 2019, nominiert für den Prix Europa 2019 (TV Iris)[34]
- 2019: Sommersonnwende, 90-minütige Sonderfolge der ZDF-Serie Letzte Spur Berlin, Drehbuch mit Christian Schiller, Regie: Josh Broeker, ZDF[5]
- 2017: Zwischen Himmel und Hölle,[35] TV-Zweiteiler (2x90 min) mit Stefan Dähnert, Regie: Uwe Janson, Ufa Fiction/ZDF
- 2016: Stralsund: Vergeltung, Network Movie / ZDF, Regie: Lars-Gunnar Lotz
- 2016: Marie Brand und die rastlosen Seelen, Eyeworks / ZDF, Regie: Florian Kern
- 2015: Stralsund: Schutzlos, Network Movie / ZDF, Regie: Lars-Gunnar Lotz
- 2015: Marie Brand und der schöne Schein, Eyeworks / ZDF, Regie: Jörg Lühdorff
- 2012: Sinn des Lebens / Gruppenspiele, 2 Folgen der Serie Flemming, 3. Staffel, Phoenix Film / ZDF, Regie: Uwe Janson, Florian Kern
- 2012–2018: Drehbuch für 14 Folgen der Serie Letzte Spur Berlin / ZDF,  Regie: Samira Radsi, Florian Kern, Züli Aladağ, Filippos Tsitos, Tom Zenker, Nicolai Rohde, Peter Stauch, Christoph Stark, Edzard Onneken, Thomas Nennstiel

## Multimediale Projekte / Immersion / Animation (Auswahl)
- 2022: Augusta Raurica AR Experience, Drehbuch mit Christian Schiller, Augmented Reality in den römischen Gewerbehäusern in Augusta Raurica, Kaiseraugst, Schweiz. Produzent: Tamschick Medida+Space / Römermuseum Augusta Raurica / Bundesamt für Kultur BAK / Kanton Aargau / Basel Landschaft[36]
- 2019: Der Koffer aus dem Mauerstreifen, Autorin und Produzentin, Podcastserie und interaktive Webdoku für den SWR (10 × 30 min), Regie: Robert Schoen, Nominiert für den Prix Europa 2019 (Radio Documentary)[34]
- 2019: Festung Xperience, Drehbuch und Schauspielregie (ca. 60 min, Multilayer), immersive 360-Grad-Projektion / Rauminstallation in der Festung Dresden, Produzent: Tamschick Media+Space / Staatliche Schlösser, Burgen und Gärten Sachsen gGmbH, Eröffnung Herbst 2019[37]
- 2016: Ich, Karl Wilhelm (mediales Fenster zur Geschichte), Drehbuch und Schauspielregie, 20 min, immersiver 180-Grad-Animationsfilm, Regie: Marc Tamschick, Produzent: Tamschick Media+Space / Badisches Landesmuseum Karlsruhe
- 2015: Playing the space, Drehbuch und Regie, 23 min, Panorama-Dokumentarfilm im 180°-7K-Panorama-Format / 3D-Audio, TiME Lab Heinrich Hertz Institut / Waveline (Avant premiére music+media market, 65. Berlinale 2015)[38][39][40]
- 2013: Time Maschine, Drehbuch, 20 min, immersiver/interaktiver 360-Grad-Animationsfilm, Regie: Marc Tamschick, Produzent: Tamschick Media+Space / Kingdom Helv Relics Museum, Wuxi, China[41]
- 2012: Grenzland, interaktive, soundbasierte Webseite (DKultur)[42]
- 2011: Im Reich der Schatten, Animationsfilm/360-Grad-Projektion, 45 min, Tamschick Media+Space / Rheinisches Landesmuseum, Gesamtregie: Marc Tamschick (Drehbuch und Schauspielregie: SchillerWendt), Silver World Medal, New York Festivals[43][44]
- 2009: Grenzland, 2 × 20 min, Sound Installation anlässlich des 20-jährigen Mauerfall-Jubiläums, Mailand

## Hörspiele und Radiofeatures
- Der Koffer aus dem Mauerstreifen, Podcastserie 10× 30 min, SWR, 2019
- Hexenland, Hörspiel 86 min, Deutschlandfunk Kultur, 2017
- creating character / Susan Baton, Hörspiel 74 min, Deutschlandfunk Kultur, 2015
- Eine Pille für den Zappelphilipp, Feature 54 min, RBB, 2013
- Rolf Hochhuths „Der Stellvertreter“, Hörspiel 74 min, Deutschlandfunk Kultur, 2013
- Zahltag, Hörspiel 30 min, SWR, 2012
- Grenzland, Hörspiel 20 min, Deutschlandfunk Kultur, 2012
- Stimmen Hören, Feature 28 min, Deutschlandfunk Kultur, 2012
- Die Selbstausbeuter, Feature 54 min, SWR, 2012
- Hexenzauber. Kein Märchen, Hörspiel 56 min, Hörspielförderung Filmstiftung NRW, 2011
- Hinhören, Feature 54 min, SWR, 2012
- Hexenwahn und Fortschrittsglaube, Feature 28 min, NDR, 2012
- Landpfarrer Fentzloffs Nachtbücher, Hörspiel 75 min, Deutschlandfunk Kultur, 2011
- Atme mich, Liebster, Hörspiel 30 min, SWR, 2011
- Mark Ravenhill, Theaterautor, Porträt 40 min, Deutschlandfunk Kultur, 2011
- Immer im Verborgenen, Feature 54 min, RBB/NDR, 2010
- Ein Botschaftsgarten voller Gäste, Feature 54 min, Deutschlandfunk Kultur, 2010
- Morgen sind wir glücklich, Feature 54 min, SWR, 2010
- Der Wind – vom Krieg verwundet (Kounellis/Storch), Hörspiel 54 min, Deutschlandfunk Kultur, 2009
- Die Raben des Barbarossa, Kinderhörspiel 54 min, SWR, 2009
- Like a virgin, Hörspiel 30 min, SWR, 2008
- Die Geschichte einer anständigen Bürgerin, Hörspiel 56 min, Deutschlandfunk Kultur, 2008
- Monsieur Dudron (de Chirico), Hörspiel 65 min, Deutschlandfunk Kultur, 2007

## Auszeichnungen
- 2020: Grimme-Preis Wettbewerb Fiktion[45]
- 2019: Premio Ondas International TV Award[46][47]
- 2019: Prix Europa (Nominierung, TV Iris)
- 2019: Prix Europa (Nominierung, Radio Documentary)
- 2014: Medienpreis der Kindernothilfe[48]
- 2013: Förderung Medienboard Berlin-Brandenburg
- 2011: Silver World Medal, New York Festivals International Television & Film Awards
- 2011: Drehbuchpreis Münsterland[49]
- 2011: Deutsch-Polnischer Journalistenpreis[50]
- 2009: Otto-Brenner-Preis Recherche-Stipendium[51]
- 2007 & 2011: Förderung Filmstiftung NRW Hörspiel
- 2007: Tankred-Dorst-Drehbuchpreis[52]